# Danmarks bidrag til Europas genopbygning
|  | Denne artikel er oprettet af botten Steenthbot ud fra en ekstern database. Den kan derfor have sproglige fejl eller mangler. Denne skabelon kan fjernes efter kontrol af indholdet. |

Danmarks bidrag til Europas genopbygning er en dansk dokumentarfilm instrueret af Per B. Holst og efter manuskript af Karl Roos.